# 练惕生
练惕生（1898年—1967年），男，福建武平人，中国军事人物、政治人物，曾任福建省政协副主席，第三、四届全国政协委员。